# 番禺大道
番禺大道位于广东省广州市番禺区，是一条纵贯南北，车流量巨大的城市主干道，起于番禺大桥南端，终于沙湾大桥北端，为111省道的一部分。番禺大道以沙湾大桥为分界，分为番禺大道北和番禺大道南（现已复名南沙大道）两部分。

## 历史
番禺大道由迎宾路（广地花园跨线桥以南路段）—东环路—南沙大道整合改造而成，全长37.9公里，于2010年6月完成扩建。
2012年12月东涌三镇划入南沙区后，部分市民呼吁将先前就已惯称南沙大道的番禺大道南复名南沙大道。直至2020年2月7日，南沙大道复名文件下发，调整番禺大道与南沙大道路段范围，南沙大道正式复名。
2013年7月11日零点，沙湾大桥正式停止收费，并于2013年8月5日，开始拆除沙湾大桥收费站。
2019年12月3日晚，番禺大道南村镇段往起点方向的一处人行道突然发生地面塌陷，面积约4平方米。本事件无人员伤亡。

## 公共交通
- 广州地铁3号线番禺廣場站
- 广州地铁7号线南村萬博站
- 广州地铁18号线南村萬博站、番禺廣場站
- 广惠城际铁路东環站

均在鄰近番禺大道位置設有出入口。